# Alangium scandens
Alangium scandens là một loài thực vật có hoa trong họ Cornaceae. Loài này được Bloemb. miêu tả khoa học đầu tiên năm 1935.